# 红腺悬钩子
红腺悬钩子（学名：Rubus sumatranus）为蔷薇科悬钩子属的植物。分布在印度、台灣、日本、锡金、尼泊尔、朝鲜、印度尼西亚、越南、泰国、老挝、柬埔寨以及中國的中北部至中南部、東南部與西藏等地，生长于海拔2,000米的地区，多生长在林缘、山地、山谷疏林内、竹林下、灌丛内和草丛中。